# Цепителност
Цепителността е способността на минералите и кристалите при удар да се раздробяват в определени кристалографски посоки, оформяйки гладки успоредни повърхности. Определя се от склонността им към разделяне по някои от плоскостите в зависимост от вътрешната структура на камъка и под въздействието на външни сили – нагряване, натиск, вътрешни напрежения и др. Зависи от естественото разположение на атомите и йоните в кристалната решетка, които създават гладки повтарящи се повърхности.
Цепителността е векторна величина, зависеща от наличието на по-слаби звена в кристалната структура на минералите. От съществено значение за нея е и типът на химичните връзки. Проявява се в различни посоки при различните минерали. Те могат да имат цепителност в една, две или повече посоки, в зависимост от кристалната им структура. Минерали със слоеста структура обикновено имат съвършена цепителност в една посока. Тези с верижна структура имат цепителност в две или повече посоки, а при онези, чиято структура е от изометричен или псевдоизометричен тип се наблюдава цепителност в три и повече посоки.
Ориентацията на цепителните плоскости се изразява чрез кристалографския индекс на Милър, характеризиращ разположението на атомните плоскости в кристала. Той представлява обработени координати на точките на пресичане на плоскостите на кристалната решетка с координатната система. Изразява се с цифри, затворени в скоби – например (001) (110) (102).
Цепителността е много важно свойство, което се използва при обработването на скъпоценните камъни преди тяхното остеняване (фасетиране). В природата цепителността се проявява при разрушаването на скалите, като първите огнища на разрушение се формират в минералите с добре изразена цепителност.

## Видове цепителност
В зависимост от леснотата, с която минералите се разцепват, се разграничават следните видове цепителност:
1. Съвсем съвършена цепителност – В тази група попадат минерали, които се цепят без всякакво усилие на отделни плочки или люспи с идеално гладки повърхности. Наблюдава се обикновено при слюдестите минерали.
2. Съвършена цепителност – Минерали, които лесно се разцепват по успоредни една на друга плоскости при лек удар с чук. Такива са калцита, халита, галенита и др.
3. Ясна (средна) цепителност – При разцепването на тези минерали количеството на получените гладки и неравни повърхности е почти равно. Пример за този вид цепителност са ортоклаз, плагиоклаз, оливин и т.н.

4. Несъвършена (неясна) цепителност – При разчупването на минералите от тази група, по-голямата част от получените повърхности е неравна – апатит, берил и др.

## Видове, означавани според кристалографската структура
Цепителността може да се означава и чрез кристалографската структура на минерала, тъй като се проявява по съответните повърхности. Тя може да бъде кубична, призматична, октаедрична, ромбоедрична, додекаедрична или пинакоидална.
1. Кубична – При кристали с кубична симетрия разцепването се осъществява по равнините (001), успоредни на стената на куба. Основни представители на групата са галенита и халит.
2. Призматична – Разцепването става по плоскости, успоредни на вертикалната равнина (110). Такава цепителност проявяват церуситът, сподуменът и др.
3. Октаедрична – Осъществява се при кристали с кубична симетрия по плоскостите (111), разцепвайки се на осмостенни форми. Главни представители на групата – диамант и флуорит.
4. Ромбоедрична – Възниква по плоскости, успоредни на (1011). Основен представител – калцит.
5. Додекаедрична – Цепителност се наблюдава успоредно на кристални равнини (110), които са додекаедрични за кристали с кубична симетрия.
6. Пинакоидална – Цепителността възниква по плоскости, успоредни на (001) при шестоъгълни кристали. Основни представители – слюда и графит.

## Лом
Ломът на минералите е свойство, тясно свързано с тяхната цепителност и представлява начинът по който камъкът се счупва. За лом се говори когато минералът се раздробява неправилно под въздействието на напреженията. Цепителността се проявява по гладки кристални плоскости, а ломът представлява неравна повърхност на разчупване. Понякога се използва като характеристика за идентифициране на различни камъни.

## Псевдоцепителност
Качеството псевдоцепителност (отделност) се отнася до разцепването на един минерал по повърхности, които не са кристалографски цепителни. Това разцепване става по посока на структурни нарушения, които са като най-слабите звена в структурата на кристала. Може да бъде предизвикано от няколко фактора – наличието на допълнителни включвания в един кристал, срастъци, деформации под влияние на ориентиран натиск и др.